# Arabia Saudyjska na Mistrzostwach Świata w Lekkoatletyce 2009
Arabia Saudyjska na Mistrzostwach Świata w Lekkoatletyce 2009 – reprezentacja Arabii Saudyjskiej podczas czempionatu w Berlinie liczyła 9 członków. W drużynie tego kraju znaleźli się tylko mężczyźni.

## Występy reprezentantów Arabii Saudyjskiej

### Mężczyźni
- Bieg na 200 m
  - Hamed Hamadan Al-Bishi z czasem 21,00 zajął 32. miejsce w eliminacjach

- Bieg na 400 m
  - Yousef Ahmed Masrahi z czasem 47,03 zajął 42. miejsce w eliminacjach

- Bieg na 800 m
  - Ali Al-Deraan ostatecznie nie wystartował
  - Mohammed Al-Salhi z czasem 1:48.43 zajął 37. miejsce w  eliminacjach

- Bieg na 1500 m
  - Mohammed Shaween z czasem 3:49.03 zajął 44. miejsce w eliminacjach

- Bieg na 5000 m
  - Hussain Jamaan Alhamdah z czasem 13:44.59 zajął 26. miejsce

- Skok w dal
  - Mohamed Salman Al-Khuwalidi z wynikiem 7,66 ustanowił swój najlepszy wynik w sezonie i zajął 36. miejsce w eliminacjach
  - Hussein Taher Al-Sabee z wynikiem 7,99 zajął 16. miejsce i nie awansował do finału

- Pchnięcie kulą
  - Sultan Abdulmajeed Al-Hebshi z wynikiem 20,04 zajął 13. miejsce i nie awansował do finału